# هربرت ليون
هربرت ليون (بالإنجليزية: Herbert Lyon)‏ (1877 في المملكة المتحدة - ) هو لاعب كرة قدم بريطاني (وحمل سابقاً جنسية المملكة المتحدة لبريطانيا العظمى وأيرلندا) في مركز مهاجم داخلي. لعب مع برايتون أند هوف ألبيون وسويندون تاون وليستر سيتي ونادي بلاكبول ونادي ريدنغ ونادي كارلايل يونايتد ونادي واتفورد ونادي والسول ووست هام يونايتد وGresley Rovers F.C. ‏ ونادي نيلسون.